# Pseudocercospora fijiensis
Mycosphaerella fijiensis
Espèce
Pseudocercospora fijiensis (syn. Mycosphaerella fijiensis) est une espèce de champignons ascomycètes phytopathogènes de la famille des Mycosphaerellaceae, causant la maladie foliaire de la cercosporiose noire du bananier, aussi appelée maladie des raies noires du bananier, sigatoka noir du bananier, sigatoka noir du plantain ou stries noires des feuilles du bananier. Les plantes ayant leurs feuilles endommagées par la maladie peuvent avoir un rendement atteignant 50 % en moins de fruits. Le sigatoka noir a été nommé ainsi pour sa ressemblance avec le sigatoka jaune (cercosporiose jaune) causé par Mycosphaerella musicola, d'après le nom de la vallée de Sigatoka aux Fidji, où une éruption de cette maladie a atteint des proportions épidémiques de 1912 à 1923.

## Description
P. fijiensis se reproduit de façon sexuée et asexuée. Les conidies et les ascospores sont importantes toutes deux pour la dispersion. Les conidies sont principalement transportées par l'eau sur de courtes distances, tandis que les ascospores sont transportées par le vent vers des lieux plus éloignés (les distances étant limitée par leur sensibilité à la lumière ultraviolette). Plus de soixante souches distinctes avec des potentiels pathogènes différents ont été isolées. Afin de mieux comprendre les mécanismes de cette variabilité, un « Genetic diversity of Mycosphaerella fijiensis Project » a été lancé.
Lorsque des spores de P. fijiensis se déposent sur une feuille de bananier sensibles, elles germent dans les trois heures, si un film d'eau est présent ou si l'humidité est très élevée. La température optimale pour la germination des conidies est de 27 °C. Le tube germinatif croît comme un épiphyte sur l’épiderme pendant deux à trois jours avant de pénétrer dans la feuille par un stomate. Une fois à l’intérieur de la feuille, l’hyphe invasif forme une vésicule et de fins hyphes grandissent à travers les couches du mésophylle dans une lacune. D'autres hyphes se développent ensuite dans le parenchyme palissadique et continuent dans d'autres lacunes, et finalement réémergent à travers les stomates de la tache qui s’est développée. Une croissance épiphytique se poursuit avant la rentrée de l’hyphe dans la feuille à travers un autre stomate, répétant ainsi le processus,. Les conditions optimales de P. fijiensis, par comparaison avec M. musicola, sont des températures et une humidité relative plus élevées ; par ailleurs, le cycle de la maladie est beaucoup plus rapide avec P. fijiensis.

## Lutte contre la maladie
Dans les plantations pour l’exportation, la cercosporiose noire est endiguée par de fréquentes applications de fongicides. L’enlèvement des feuilles atteintes, un bon drainage et un espacement suffisant aident aussi à lutter contre la maladie. Bien que les fongicides s’améliorent au fil des ans, l’agent pathogène développe une résistance. Par conséquent, une fréquence plus élevée d'application est nécessaire, ce qui augmente l’impact sur l'environnement et la santé des travailleurs des bananeraies. Dans un rapport du Conseil Départemental de l’Ordre des Médecins de Guadeloupe, le docteur Josiane Jospelage alerte sur la dangerosité de trois des principaux produits utilisés dans le cadre de la lutte contre la cercosporiose noire par épandage aérien.
Les petits fermiers cultivant des bananes pour le marché local ne peuvent pas se permettre des mesures coûteuses pour lutter contre la maladie. Cependant, certains cultivars de bananier sont résistants à la maladie. Des recherches sont effectuées pour améliorer la productivité et les propriétés des fruits de ces cultivars. Une variété de banane génétiquement modifiée mise au point en 2007, plus résistante au champignon, serait testée sur le terrain en Ouganda.

## Répartition
La maladie est présente dans presque toutes les régions du monde où sont cultivées les bananes. L'Australie fait partie des rares exceptions ; celle-ci a cependant dû faire face à une introduction de la maladie en 2001, mais a réussi à l'éradiquer grâce à un programme strict de quarantaine.

## Systématique
Le nom correct complet (avec auteur) de l'espèce est Pseudocercospora fijiensis (M. Morelet) Deighton, 1976. Elle a été initialement classée dans le genre Cercospora sous le basionyme Cercospora fijiensis par le mycologue français Michel Morelet en 1969. Elle a aussi été placée dans le genre Mycosphaerella par le même auteur.
Pseudocercospora fijiensis a pour synonymes :
- Cercospora fijiensis var. difformis J.L.Mulder & R.H.Stover, 1976
- Cercospora fijiensis M.Morelet, 1969
- Mycosphaerella fijiensis var. difformis J.L.Mulder & R.H.Stover, 1976
- Mycosphaerella fijiensis M.Morelet, 1969
- Paracercospora fijiensis (M.Morelet) Deighton, 1979